# Агамалиев, Азаи Астан оглы
Азаи Астан оглы Агамалиев (азерб. Azay Astan oğlu Ağamalıyev; 15 марта 1897, Джеватский уезд — 28 декабря 1984, Имишлинский район) — советский азербайджанский животновод, Герой Социалистического Труда (1948).

## Биография
Родился 15 марта 1897 года в селе Сарыханлы Джеватского уезда Бакинской губернии (ныне — в Имишлинском районе Азербайджана).
В 1936—1962 годах бригадир овцеводческой бригады (старший чабан) колхоза имени Жданова (бывший имени Берия) Имишлинского района. С 1976 года чабан в этом же колхозе. В 1947 году вырастил от 402 грубошерстных овцематок 490 ягнят, при среднем весе ягнят к отбивке 41 килограмм.
Указом Президиума Верховного Совета СССР от 17 августа 1948 года за получение в 1947 году высокой продуктивности животноводства Алиеву Али Али оглы/кызы присвоено звание Героя Социалистического Труда с вручением ордена Ленина и золотой медали «Серп и Молот».
Скончался 28 декабря 1984 года в селе Сарыханлы Имишлинкого района.